# Stora Gäddtjärnen, Hälsingland
Stora Gäddtjärnen är en sjö i Bollnäs kommun i Hälsingland och ingår i Testeboåns huvudavrinningsområde.